# Las manos de mi madre
Las manos de mi madre (en euskera, Amaren eskuak) es un drama de ficción dirigido por Mireia Gabilondo y escrita por Josu Bilbao. El filme fue estrenado el 27 de septiembre de 2013 en la sección Zinemira del Festival de San Sebastián.
La película protagonizada por Ainara Gurrutxaga, Esther Remiro y Loli Astoreka está basada en la novela homónima de Karmele Jaio y aborda las dificultades que provoca el Alzheimer y la conciliación de la vida laboral y familiar.

## Argumento
Nerea (Ainara Gurrutxaga), de 37 años, trabaja como periodista en la redacción de un periódico y es una mujer casada y con una hija. Las dificultades de la protagonista para conciliar su vida laboral con la familiar se verán agravadas a causa de una nueva noticia, su madre, Luisa (Esther Remiro), sufre Alzheimer y es ingresada de urgencia en el hospital tras un pérdida total de memoria.
Ante esta nueva situación, Nerea tratará de mantener el equilibrio de su vida mientras va conociendo la historia de su madre gracias a la hermana de Luisa.

## Reparto
- Ainara Gurrutxaga como Nerea.
- Loli Astoreka como Dolores.
- Esther Remiro como Luisa.
- Iñaki Font como Carlos.
- Laia Bernués como Dolores.
- Naiara Arnedo como Maite.
- Amaia Mitxelena como Bittori.
- Aitor Beltran como Germán.
- Vicky Peña como Pili.
- Mark Schardan como Lewis.
- Maialen Vega como Luisa.
- Mikel Tello como Xabier.[6]

## Producción
Selección de dirección y reparto
Desde el inicio del proyecto la directora buscó directamente a Ainara Gurrutxaga y a Vicky Peña para representar los papeles de Nerea y Pili, así como a las gemelas Aroa y Naia Madurga, que realizan juntas el papel de la hija de Nerea. Para el personaje de Lewis, de origen británico, fue elegido el norteamericano Mark Shardan, para lograr una mayor autenticidad.
Rodaje
La película se rodó durante tres semanas en las calles de Guetaria, en la isla de San Nicolás y la desembocadura del río Lea.

## Estreno
La película de Mireia Gabilondo fue proyectada por primera vez en el Festival de San Sebastián, en la que Juanba Berasategi recibió el Premio Zinemira.